# Chromeurytominae
La sottofamiglia dei Chromeurytominae Bouček, 1988, è un piccolo raggruppamento di insetti della famiglia degli Pteromalidi (Hymenoptera Chalcidoidea) comprendente specie parassitoidi.
Morfologicamente sono affini ai Torimidi. Caratteristiche sono la presenza di una carena occipitale e di un ovopositore nettamente sporgente dall'addome.
Questa sottofamiglia comprende specie esclusivamente australiane, con l'eccezione dell'unico rappresentante del genere Patiyana (P. coccorum), rinvenuto nel Bangladesh. La biologia cambia secondo il genere. Alcune specie Chromeurytoma, il più ricco e il più rappresentativo, sono associate a galle su piante dei generi Eucalyptus e Acacia. L'unica specie del genere Asaphoideus (A. niger) è associata alla Minatrice serpentina degli agrumi (Phyllocnistis citrella, Lepidoptera Gracillariidae). Patiyana coccorum è invece associata a Rincoti (Coccidae e Pseudococcidae) dannosi alla Guava.

## Sistematica
La sottofamiglia comprende 16 specie distribuite fra i sopra citati generi.